# Ferruccio Cerio
Francesco Giuseppe Roberto Ferruccio Cerio, né à Savone le 26 septembre 1901 et mort à Rome le 23 avril 1963, est un scénariste et réalisateur italien.

## Biographie
Ferruccio Cerio est né à Savone le 26 septembre 1901. Il termine ses études en médecine et en chirurgie, mais se consacre à la dramaturgie théâtrale, la radio et le cinéma. En collaboration avec Alessandro De Stefani, il réalise plusieurs films dramatiques comme Consiglio di guerra et comédies comme Sinfonia di ognuno ou Frate mare qui ont été écrites et diffusées à la radio. À partir de 1935, il est impliqué dans plusieurs scénarios d'intérêt mineur pour l'écran et fait ses débuts en tant que réalisateur avec Il cavaliere senza nome en 1941. En 1944, il rejoint le cinéma de la République de Salò, pour lequel il réalise deux films.
Son travail après la Seconde Guerre mondiale est caractérisé par la routine. El alarido, tourné en 1947 (après son radio-drame L'urlo) est tourné en Espagne, car il ne peut trouver de travail en Italie, à cause de sa collaboration avec le régime fasciste. À partir de 1955, il travaille également pour la télévision récemment créée.
Ferruccio Cerio meurt à Rome le 23 avril 1963,,.

## Filmographie
- 1941 : Le Chevalier sans nom (it) (Il cavaliere senza nome)
- 1941 : Villa à vendre (it) (Villa da vendere)
- 1941 : L'Enfant du meurtre (Giuliano de' Medici) de Ladislas Vajda
- 1942 : L'ultimo addio (it)
- 1943 : Le Comte de Monte-Cristo (Il conte di Montecristo)
- 1944 : La prigione (it)
- 1944 : Rosalba (it), coréalisé avec Max Calandri (it)
- 1945 : Posto di blocco (it)
- 1948 : L'urlo
- 1950 : Cita con mi viejo corazón
- 1952 : La Femme qui inventa l'amour (it) (La donna che inventò l'amore)
- 1953 : Le Sac de Rome (Il sacco di Roma)
- 1953 : Jeunesse dépravée (it) (Gioventù alla sbarra)
- 1954 : Tripoli, bel suol d'amore
- 1957 : El diablo de vacaciones